# Frida (äpple)
Frida är en äppelsort som är resultatet av en korsning mellan Aroma och ett amerikanskt urval med beteckningen PRI 1858/202. Frida är enligt " Gloriad äppelgård ett allergivänligt äpple, skal är grönt och rött, och köttet är fast och har en enhetlig smak. Äpplet mognar i oktober och kan därefter lagras till mars slut, aprils början. Äpplet är främst ett ätäpple.
Sorten togs fram vid Sveriges Lantbruksuniversitets försöksanläggning Balsgård utanför Kristianstad i syfte att hitta en äpplesort som tål lagring och förvaring i butik bättre än andra svenska sorter. Fridaäpplen började säljas kommersiellt i början av 2010-talet.
Frida är en exklusiv äppelsort och ägs av Äppelriket Ekonomisk förening. Den kan därför bara odlas hos odlare som är anslutna till Äppelriket. Sorten började säljas kommersiellt i butik 2010. Frida är motståndskraftig mot vissa sjukdomar och förekommer därför i  ekologisk fruktodling. Sorten har en grön grundfärg och en vacker rosaröd täckfärg. Det är ett fast och syrligt äpple med mycket smak. Äpplet mognar i oktober och kan därefter lagras och därför förekommer den oftast i handeln under februari-mars.